# 왕개미
왕개미(학명: Camponotus ligniperda)는 왕개미속에 속하는 하나의 종이다. 영국을 제외한 유럽 전역에 넓게 분포하며 대한민국의 부산과 수원 및 울릉도, 해남 등지에서 채집된 기록이 있다.

## 특징
몸길이는 일개미 6~14mm, 여왕개미는 16~18mm, 수개미는 8~12mm 정도이다.
일개미는 흑색이며 더듬이 자루마디의 기부, 가운데가슴등판의 양 옆, 가슴의 옆구리, 뒷가슴, 배자루, 제1배마디의 앞쪽 절반과 뒷다리의 넓적다리마디의 안쪽은 적갈색인 것이 특징이다. 일개미는 앙 옆으로 납작한 적갈색 가슴을 가지고 있지만 여왕개미는 암색을 띈다.
주로 돌 아래나 죽은나무에 군체를 형성하며 공격적인 성격으로 인해 다른 불개미속이나 왕개미속의 개미 군체를 공격하기도 한다. 전반적으로 Camponotus herculeanus와 습성이 유사하지만 비교적 건조한 곳에 서식하는 특성이 있다.